# Социологија културе
Социологија културе је посебна грана социологије која проучава друштвену природу културе као и узајамне везе и утицај друштва и културе. Нарочито сарађује са антропологијом и етнологијом када су у питању особености културних утицаја појединих социјалних заједница. Посебно изражава утицај средстава масовног комуницирања, затим кич и шунд у култури, али и покушаје културне „авангарде” за бољом разменом људи и идеја на ширем плану.